# Maszewo Lęborskie
Maszewo Lęborskie [maˈʂɛvɔ lɛmˈbɔrskʲɛ] (kaschubisch Maszewò Lãbòrsczé; deutsch Groß Massow) ist ein Dorf in der Gmina Cewice in der polnischen Woiwodschaft Pommern. Es liegt vier Kilometer nördlich von Cewice (Zewitz), neun Kilometer südlich von Lębork (Lauenburg) und sechzig Kilometer westlich von Danzig.
Bis 1945 bildete Groß Massow eine Landgemeinde im Landkreis Lauenburg i. Pom. in der preußischen Provinz Pommern. Zur Gemeinde gehörten auch die Wohnplätze Bahnhof Groß Massow an der Bahnstrecke Lauenburg–Bütow und Ziegelei.